# Bactrocerus concolor
Bactrocerus concolor là một loài bọ cánh cứng trong họ Anthicidae. Loài này được LeConte miêu tả khoa học năm 1866.